# Gunta Vaičule
Gunta Vaičule (ur. 9 marca 1995 w Rzeżycy) – łotewska lekkoatletka specjalizująca się w biegach średniodystansowych, uczestniczka igrzysk olimpijskich w Rio de Janeiro (2016).

## Życiorys

### Mistrzostwa
W lipcu 2015 wystąpiła w mistrzostwach Europy U-23, podczas których w biegu na 400 m uzyskała czas 52,60 i nie zakwalifikowała się do finału wyścigu.
Wystąpiła również na uniwersjadzie w 2017, gdzie została wicemistrzynią w biegu na 200 metrów.

### Igrzyska olimpijskie
Wystąpiła w Rio de Janeiro, gdzie wzięła udział w biegu na 400 metrów. W eliminacjach uzyskała czas 53,08, co dało jej 45. miejsce w końcowej klasyfikacji.